# La Repubblica
«La Repubblica» («Республіка») — італійська газета, яка сповідує помірно ліві погляди і змагається за звання найпопулярнішої в країні з Corriere della Sera. Заснована в 1976 році видавцем тижневика L'Espresso Карло Караччоло. Нині в медіа-групу Gruppo Editoriale L'Espresso також входить телеканал Repubblica Radio TV. Головним редактором видання є Вітторіо Цукконе, який раніше працював московським кореспондентом Corriere della Sera. Станом на грудень 2008 року тираж газети перевищує 556 000 екземплярів.

## Власники газети

### Засновник
Засновниками Республіки є: Еуженіо Скальфарі, Карло Караччоло, редактор L'Espresso, Маріо Форментон і Джорджіо Мондадорі, відповідно генеральний директор і президент «Арнольдо Мондадорі Едітор». Щоб заснувати газету, Караччоло і Мондадорі інвестували 2 млрд 300 млн фунтів стерлінгів (поділили суму навпіл). Договір був підписаний 30 липня 1975, пункт, щодо беззбитковості, розраховується на 150 000 примірників. Рада директорів компанії, яка публікує газета (Еспрессо-Републіка Груп) спочатку складалася з десяти членів: п'яти під керівництовом Мондадорі і п'яти — Караччоло. Спочатку видання терпить певну кризу.

### Власники газети сьогодні

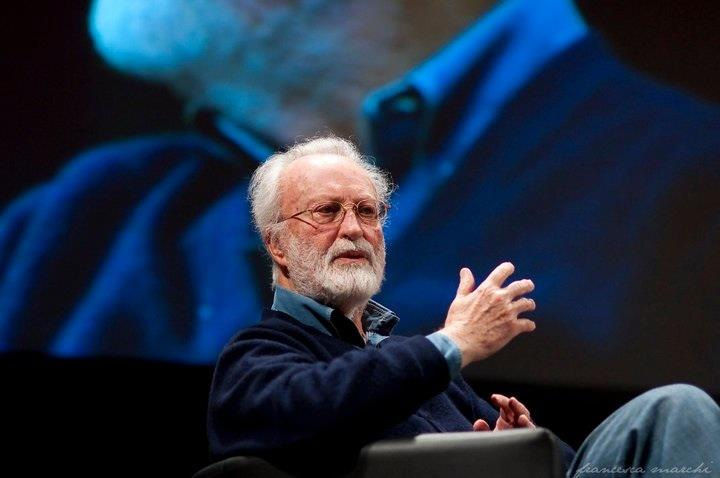
Еуженіо Скальфарі, один із засновників «Республіки»

В даний час газета входить в медіа-групу Gruppo Editoriale L'Espresso разом з телеканалом Repubblica Radio TV, безсумнівно, є одним з основних учасників інформаційного бізнесу в Італії. Він у відомому сенсі контролює щоденну газету La Repubblica, тижневик l'Espresso, Limes і Micromega, а також пов'язані з ними періодичні видання. На цьому перелік проектів не закінчується. Додамо проект Kataweb, Radio Deejay, Radio Capital, телеканал All Music та рекламну концесію A. Manzoni.
L'Espresso контролює Карло де Бенедетті, власник компаній в області видавничої справи, він виявляє інтерес до телекомунікацій та
альтернативних джерел енергії, а також бере участь у розробці нових стратегії авіакомпанії Alitalia. Інший власник — Карло Караччоло, він є також одним з його засновників. Ще один співвласник — Fondazione Cassa Di Risparmio Di Trieste. Assicurazioni Generali — контролює всього 2 % акцій, зате має солідну квоту в Rcs Mediagroup і непогані важелі впливу в політиці банків Capitalia і Mediobanca. Сіньйора Джулія Марія Креспі Моззоні, нащадок сім'ї видавців, контролює близько 2,3 % акцій групи.

## Історія видання

### Перші кроки газети Республіка

Емблема газети

З самого початку Еуженіо Скальфарі вибрав політику газети в руслі лівого світського і реформістського видання і з самого початку визначив її формулу так: якісна газета, але відмінна від традиційно італійської, так до того ж і недорога. Спочатку Республіка не прагнула конфліктувати з іншими виданнями Італії, але явно відрізнялася від них своїми поглядами. Засновник хотів, щоб його газета стала предметом щоденного вживання італійців, які вже десь чули новину, а з Республікою хочуть зрозуміти її більш поглиблено. Новий тип газети формувався не стільки як наслідування чогось, а більше в заперечення традиційній італійській моделі преси.За свідченнями очевидців, «газета Скальфарі була першою в Італії, яка не просто описувала одиничну новину, але представляла проблему, що ховалася за нею». До появи цієї газети, італійські видання просто пропонували розповідь про подію, передавали новини, без жодних коментарів чи пояснень. Скальфарі ж з «видання-магнітофона», нейтрально записуючого новини, створив «газету-записну книжку», яка прагнула відновити події дня і зрозуміти та пояснити зрозуміле читачеві. Газета стала культурним інструментом, що дозволяв пояснювати події, приводити їх в порядок і систематизувати день за днем. Читачі довіряли їй як виданню, яке допомагало розібратися в подіях і скласти свою думку на основі фактів. Це дозволяло називати газету «щоденним тижневиком». Перетворення щоденної газети за характером інформації в тижневик — ця тенденція з'явилася завдяки впровадженню в газету елементів, характерних для інформаційних тижневиків: тип друку, використання зображень, стиль заголовків і листи.
Республіка з'явилася на прилавках газетних кіосків 14 січня 1976 р. Видання запропонувало італійцям газету у форматі Берлін, це менше, ніж зазвичай прийнято було в той час іншими національними газетами. Газета складалася з шісти колонок замість традиційних дев'яти. За обсягом це 20 сторінок, дні виходу газети з вівторка по неділю.
Протягом перших двох років життя газета збирає свою аудиторію, розриваючись між позапарламентської лівої і реформістським виданням. Скальфарі захоплює новизна молодіжного руху в університетах, Республіка включається в подібні рухи. Комментраі газети на будь-які теми завжди злободенні і гострі. У ряди співробітників газети вступає Джампаоло Панса, що прийшов з BBC, в ролі спеціального посланця в Мілані. Штаб-квартира Республіки займає один поверх будівлі на майдані Незалежності.

### Подальший розвиток видання

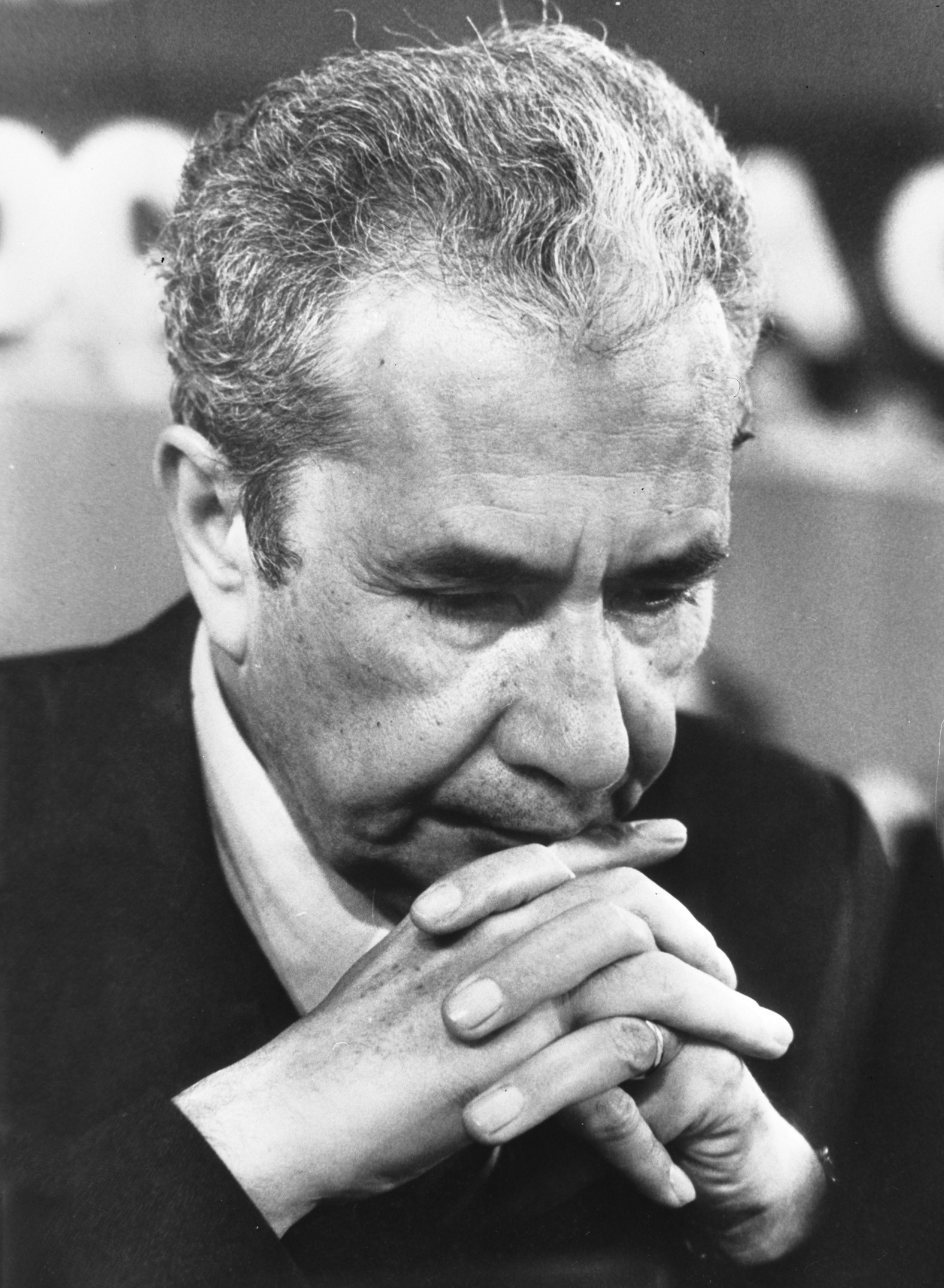
Альдо Моро, християнський демократ, якого викрали представники «Червоних бригад»

В історії розвитку Республіки було декілька важливих дат, серед яких 1978 рік. Він став ріком змін для газети. Яв перші місяці року в середньому продажі складають 114 000 примірників. 15 березня 1978 р. відбувається викрадено президента християнських демократів Альдо Моро угрупованням Червоні бригади. Його автомобіль був притиснутий до узбіччя, а сам він повезений в невідомому напрямку. Альдо Моро шукали 35 000 солдат, всюди були розставлені блокпости. Організація висувала політичні вимоги, при виконанні яких погоджувалася його звільнити. Папа римський Павло VI пропонував себе в заручники замість Моро. Впродовж п'ятдесяти днів викрадення глави Скальфарі повністю підтримує жорстку позицію щодо вимог Червоних Бригад. 9 травня 1978 року в Римі в багажнику червоного «Рено», припаркованого між штаб-квартирами двох великих політичних партій, був виявлений труп Альдо Моро.
У тому ж році з'являється нововведення — вставка Сатірікон, повністю сатиричні сторінки. Наприкінці 1978 р. Республіка досягла цифри 140 000 примірників.
У 1979 році, з середнім тиражем 180000 примірників, газета досягає збалансованого бюджету. За рішенням редакції обсяг збільшується з 20 сторінок до 24. Газета почала активно висвітлювати спортивні новини. Крім того, в 1980 році відбуваються терористичні акти поряд з офісом Республіки.
У 1981 році, можна сказати, відбувається піднесення газети. Вона переходить вже у формат 40 сторінок, що дозволяє глибше аналізувати новини. У газети різко зростає число читачів, серед її працівників з'являються такі поважні прізвища, як Енцо Б'яджі та Альберто Рончі. Республіка стає універсальною газетою, що цікава усім верствам населення. Політичні погляди видання при цьому залишаються незмінними — ліві реформатори. Результати редакційної політики приходять швидко: у 1985 році Республіка продає в середньому 372,940 примірників, що в середньому на 150 000 більше, ніж у 1981 р. Газета Скальфарі перевищує La Stampa ставши другою за рейтингом італійською газетою .
У 1986 році, на десятиріччя видання, газета запускає щотижневе фінансове доповнення, яке додається до газети щопонеділка і називається Бізнес & Фінанси видавця Джузеппе Турані.

### Тенденції розвитку італійської преси 1990-х років і його вплив на Республіку
У 1990-ті рр. весь ринок преси Італії характеризується деякими особливостями. У цей час газетний сектор отримав серйозну конкуренцію з боку телебачення і журналів, які сильно вплинули на газети, породивши чотири тенденції:
1. Перетворення щоденної газети за характером інформації в тижневик (settimanalizzazione),Еціо Мауро, голова газети з 1996 року

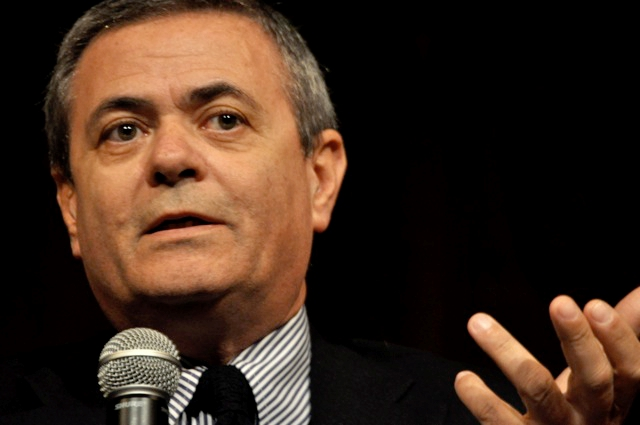
Еціо Мауро, голова газети з 1996 року

2. Прагнення газет приділяти більшу увагу життю знаменитостей (spettacolarizzazione),
3. Залежність від телебачення (teledipendenza),
4. Сенсаційність.

Газету Республіка також торкнулися подібні зміни. Вона наслідувала традиції журналу L'Espresso: проголосила свою політичну лінію та мала особливий набір тем. Пізніше до газети додалися ще й журнальні додатки. З журналістської точки зору цей вплив журнальних трендів помітний в жанровій своєрідності:
- хроніка майже завжди викладається розповідним стилем;
- висвітлення політичних подій схоже на довге міркування, написане найкращими журналістами.

Дизайн також підлаштовується під журнальні традиції. Так з'являється традиція робити першу сторінку вітриною, часто виносячи на неї розповідь про курйозні випадки з життя або спортивні події.
Прагнення газет приділяти більшу увагу життю знаменитостей призвело до появи так званої «рожевої хроніки». Знаменитості, образ яких тиражувався на екранах телевізорів, стали все частіше з'являтися на сторінках газет. На першу шпальту тепер потрапили новини, що найбільш широко висвітлювалися на екранах. Поступово ця тенденція в Італії набула до того ж політичного відтінок. Події з життя політичних персон все частіше трапляються на першій шпальті під крикливими заголовками.
У дещо незвичному розумінні цього поняття, сенсаційність — відмінна риса італійської журналістики, яка сформувалася в результаті залучення її у вир політичних подій. Саме політична сенсаційність характерна для італійської преси. Вона проявляється в тому, що в гонитві за читачами і в запалі політичної боротьби газети рясніють заголовками, що часом не відбивають зміст статей, або публікують неперевірені факти.

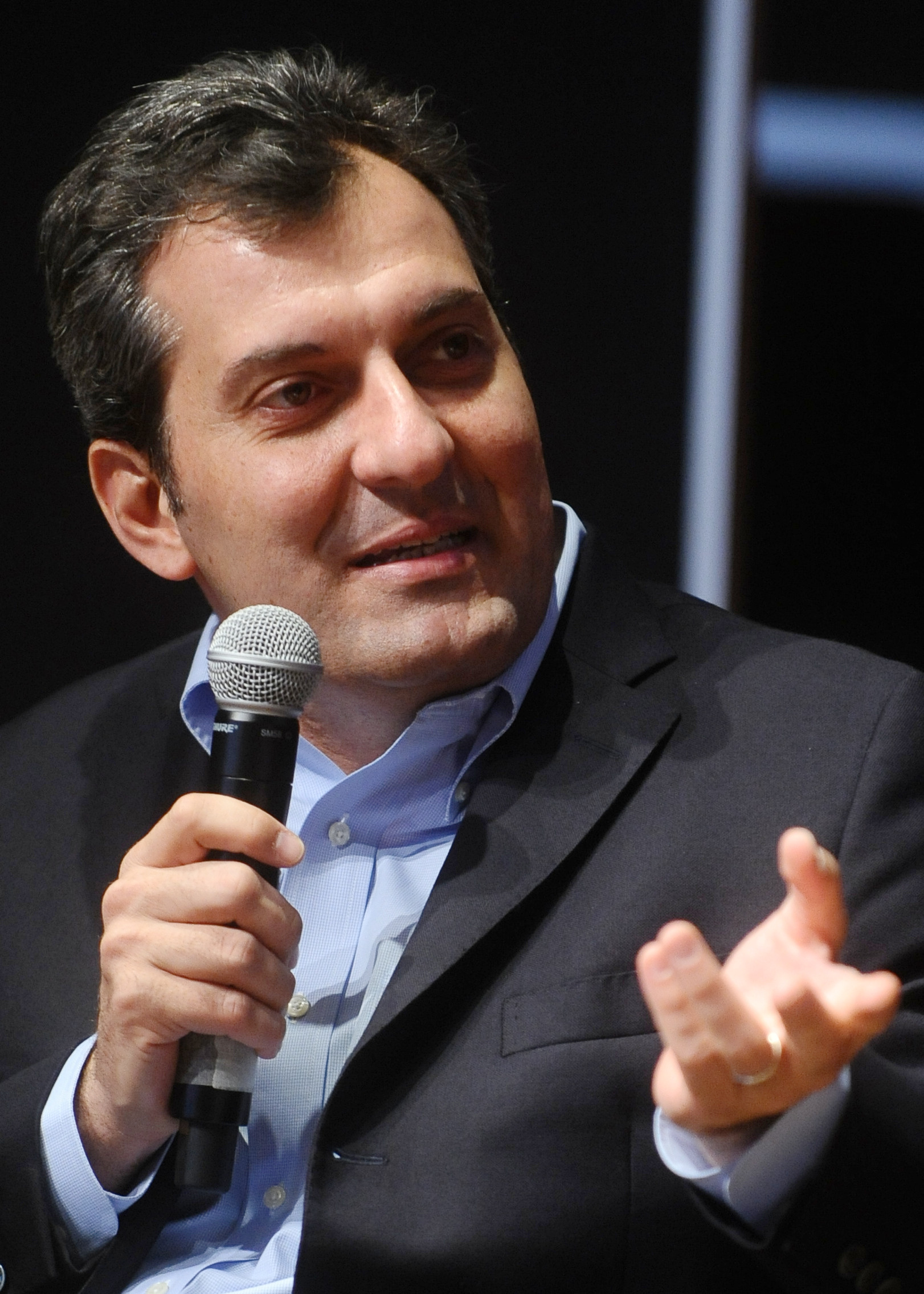
Маріо Калаберсі (Mario Calabresi) — новий директор газети

У квітні 1996 року голова газети змінюється: Еуженіо Скальфарі після двадцяти років управління газетою передає цей пост Еціо Мауро (який отримує головування над Республікою 6 травня). Просто Скальфарі не покидає своє дітище і продовжує з'являтися на сторінках газети як оглядач. Республіка підтримує політичну лінію, близьку до лівоцентристської, хоча і не шкодувати критичних слів в адрес лідерів лівих сил. Розгромні статті інколи з'являються на сторінках видання. За керівництва Мауро газета переїхала в нову штаб-квартиру в Via Кристофоро Коломбо. Серед перших нововведень є щотижневий додаток для жінок (від 21 травня).

### Життя газети в 2000-х роках
У 2004 році через певні зміни в газетній індустрії, видавці роблять Респуліку повно кольоровою газетою. Це рішення виправдане великою конкуренцією, адже всі італійські газети вже перейшли в повнокольоровий режим друку.
Недільний випуск збагачується за рахунок широкої культурної секції («Недільна Республіка» від 28 листопада 2004). У вересні 2005 року було створено щомісячний додаток XL (для молодіжної аудиторії). У грудні ж 2006 року народжується додаток «Оксамит» (орієнтований на тих, хто слідує моді).
15 січня 2016 року було призначено нового директора газети — Маріо Калабрезі (Mario Calabresi). Він народився у Мілані в 1970 р. Нині є італійським журналістом, письменником і директором Республіки. З 2009 по 2015 рік директор газети «La Stampa».

## Скандальні події Республіки
У 2007 році відбувається незвичайна подія в житті видання: редакція проголошує страйк. Незадоволені угодою і відносинами з видавцем, журналісти перекривали вихід з редакції протягом семи днів.
Станом на 19 вересня 2007 року стиль газети був радикально переглянутий в плані графіки і макетів. Газета завжди була одним з провідних критиків політики Берлусконі, лідера правоцентристського крила політики Італії. Особливим стає 2008 рік, коли після поразки на виборів Берлусконі отримав від Республіки шквал критики та розгромних статей.

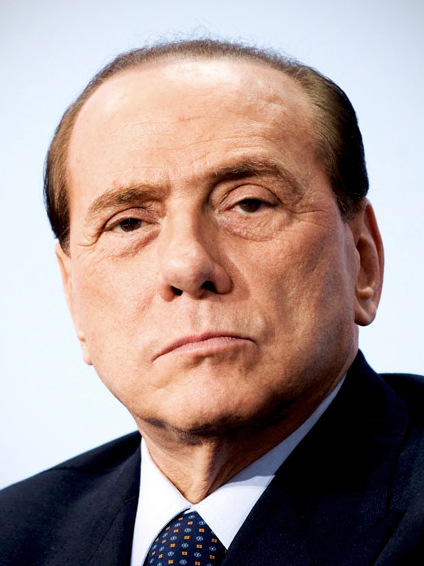
Сільвіо Берлусконі, колишній прем'єр-міністр Італії

Навесні 2009 року Республіка приймає відкритий лист Вероніки Ларіо, дружини Сільвіо Берлусконі. У листі Ларіо звинувачує прем'єр-міністра Італії у нездоровому сексуальному потягу до неповнолітніх дівчаток. Для газети це стає дійсно скандальною справою. Редакція отримує можливість ще більше критикувати Берлусконі.
Результати газетної кампанії такі: Республіка збільшила продажі на 30000 копій і збільшила кількість реклами. У 2009 році газети організовує нову програму «10 питань, які не може вирішити Берлусконі»: журналіст Джузеппе Д'аванзо збирає список з 10-ти питань, на які прем'єр-міністр не хоче відповідати, в кінці серпня прем'єр-міністр подав у суд на головного редактора, проте газета продовжує опубліковувати список каверзних питань протягом наступних шести місяців.
На початку 2010 року газета нарешті майже наздогнала свого «історичного» конкурента, Коррьере делла Сера: від 80000 розриву в березні 2009 року, різниця скоротилася до 30000 в березні 2010 року. У 2011 році Республіка стала лідером за кількістю читачів, за оцінками експертів, це 3 млн 523 тис. читачів, газеті вдалося перевищити історичного суперника Lombard (3 000 000 і 430 000 читачів).

## Мультимедійні проекти
У 1996 році в Італії відбуваються вибори. 5 квітня редакція відкриває експериментальну версію на вебсайту газети. На сайті є від 16 до 17 000 найпопулярніших новин за день. У ніч виборів більш ніж 500.000 людей намагаються переглянути сайт (користувачів Інтернету в Італії в той час було між 3 і 4 млн). У серпні почалися доробки сайту. Repubblica.it стане провідним інформаційним сайтом з більш кількістю переглядів близько 10 млн італійських користувачів і 600000 унікальних.
На додаток до вебсайту, існує цифрова версія газети і веб-ТВ, газета також запустила власний канал на WhatsApp 9 січня 2015 року.
Республіка відкрила сайт для шкіл, Repubblica@School, присвячений розвитку молодіжної журналістики.

## Директори газети
За весь час існування газети було лише два директори:
- 1976—1996 рр.: Еуженіо Скальфарі,
- від 1996 — 15 січня 2016 р.: Еціо Мауро.[5]
- з 15 січня 2016 р. — Маріо Калабресі (Mario Calabresi)[it]

## Місцеві видання
Республіка реалізується в десяти різних італійських містіх: Барі, Болонья, Флоренція, Генуя, Мілан, Неаполь, Палермо, Парма, Рим і Турин.

## Доповнення до Республіки
У листопаді 2004 року дебютував додаток «Недільна Республіка». Це 20 сторінок, які випускаються щонеділі та присвячені новинам, шоу-бізнесу, відпочинку і т. д. Додаток можна назвати сімейним, його створили за прикладом англо-саксонських газет, що завжду насичені вставками та додатками.
Редакція газети також розробила альманах з книг: з 2004 року щосуботи виходить 8 сторінок оглядів і рейтингів.
«XL» (la Repubblica XL) — щомісячний додаток, присвячений молоді. Дебютував він у серпні 2005 року. Великим плюсом є те, що додаток доступний на вебплатформі, що набагато зручніше молодому поколінню читачів.
«Оксамит» (Velvet) видається щомісяця з листопада 2006 року та присвячений модним новинам та гламурним вечіркам.
«Щоденник Республіки» видається два рази на тиждень (у вівторок і п'ятниця) і займає чотири внутрішні сторінки газети. Тематикою додатка можна назвати заглиблення у важливі питання нашого часу. Наприкінці щоденник був зібраний і опублікований у вигляді переплетеної книги для продажу в поєднанні з газетою. Існує також додаток Альбом Республіки.
«Dcasa» — щомісячний додаток до «Республіки для жінок» (D - la Repubblica delle donne).
Додаток «Метрополіс» щотижня виходить по неділях і коштує 10 центів.
В жовтні 2009 року було запущено «R2 Cult» (виходить кожну суботу). Це 16-сторінковий вкладиш, який поєднує в собі новини культури, розваг, дозвілля та новинок технологій.

## Державне фінансування
| Рік  | Фінансування   |
| ---- | -------------- |
| 2003 | 1 351 640,76 € |
| 2004 | 1 325 982,39 € |

## Тираж «Республіки»
| Рік  | Тираж газети |
| ---- | ------------ |
| 1996 | 575.447      |
| 1997 | 594.213      |
| 1998 | 562.857      |
| 1999 | 562.494      |
| 2000 | 566.811      |
| 2001 | 574.717      |
| 2002 | 579.269      |
| 2003 | 581.102      |
| 2004 | 586.419      |
| 2005 | 587.268      |
| 2006 | 588.275      |
| 2007 | 580.966      |
| 2008 | 518.907      |
| 2009 | 481.001      |
| 2010 | 449.238      |
| 2011 | 438.695      |
| 2012 | 383.653      |
| 2013 | 323.469      |